# Sør-Varanger
69°43′14″N 30°3′5″Ø / 69.72056°N 30.05139°Ø
Sør-Varanger kommune (tidligere Sydvaranger) (nordsamisk: Mátta-Várjjaga gielda) ligger i Troms og Finnmark fylke i Norge.
Kommunen er geografisk beliggende i det nordøstlige hjørne af fylket, og grænser til Nesseby kommune i vest, russiske Petsjenga (tidligere finske Petsamo) i øst, og Enare i Finland i sydvest. Kommunen består af Kirkenes, Hesseng, Sandnes, Bjørnevatn, Jarfjord, Svanvik, Vaggetem, Neiden, Bugøyfjord og Bugøynes.

## Erhvervsliv
Kommunecenteret ligger i Kirkenes, som har omkring 3.500 indbyggere.
Kirkenes er en af Finnmarks største byer og endepunkt for hurtigruten og E6. Kommunen har også vejforbindelser til både Rusland og Finland. Flyvepladsen Høybuktmoen er hovedflyveplads for Øst-Finnmark med direkte fly til blandt andet Oslo, Alta og Tromsø.
Stedet blev bygget op omkring mineselskabet A/S Sydvaranger, som drev minedrift efter jernmalm i Bjørnevatn frem til 1996.
Kirkenes ligger geografisk centralt placeret i Barentsregionen, og er i dag et vigtigt knudepunkt i udvikling af erhvervsmæssig samarbejde med det nordvestlige Rusland. De vigtigste erhverv i Kirkenes er havnerelaterede, skibsreparation og -service samt forskellige virksomheder rettet mod det nordvestlige Rusland. Forsvaret er også en vigtig arbejdsgiver for kommunen hvor Garnisonen i Sør-Varanger er den største enkeltenhed. Lokalavisen i Sør-Varanger hedder Sør-Varanger Avis
Rusland har et generalkonsulat i Kirkenes. Der ligger også et grænsekommissariat i Kirkenes som skal overvåge at grænseaftalen mellem Norge og Rusland bliver håndhævet. Der findes et tilsvarende russisk grænsekommissariat. For tiden er det Leif Arne Ljøkjell som har positionen som den norske grænsekommissær.

## Geografi
Sør-Varanger kommune grænser til Finland i vest og Rusland i øst, til Nesseby kommune i vest, og kommunerne Vadsø og Vardø over Varangerfjorden i nord.
Klimaet er subarktisk, tørt indlandsklima præget af kolde vintre og relativt varme somre. Dette giver rum for en frodig og mangfoldig natur som strækker sig fra viddelandskab via smukke fjorde til Pasviks dybe fyrreskove.

### Floder
Pasvikelven, Neidenelva, Grense Jakobselv, Klokkerelva, Karpelva, Munkelva, Sandneselva

### Fjorde
Varangerfjorden, Bøkfjorden, Langfjorden, Jarfjorden, Munkefjorden

### Fjelde
- 497m Ranvikstoppen (Garanasçåkka)
- 468m Ravtinden (Skappelouvtgaisa)
- 465m Øretoppen (Beallacåkka)
- 446m Urralas (Brastind)
- 445m Skogerøytoppen (Aggelgaisa)

### Søer
- Bjørnevatnet
- Langvatnet i Sør-Varanger
- Sandneslangvannet

Førstevannet, Andrevannet, Prestevannet og Tredjevannet i nærheden af Kirkenes og Hesseng.

### Uddannelse
Kommunen har flere børneskoler, der den største er Kirkenes børne- og ungdomsskole.
Kirkenes gymnasium ligger på Hesseng, fem kilometer syd for Kirkenes. Skolen har byggefag, elektrofag, mekaniske fag, formgivningsfag, hotel- og næringsmiddelfag, sundhed- og socialfag, allmene-, økonomiske- og administrative fag. Svanvik folkehøjskole har skiftet navn til Pasvik folkehøjskole, og ligger også i kommunen.

### Forsvaret
Forsvaret har en stærk tilstedeværelse i kommunen, specielt i efterkrigstiden. Garnisonen i Sør-Varanger (GSV) ligger på Høybuktmoen. GSV har som hovedopgave at bevogte den 196 km lange grænse mod Rusland.

## Kultur

### Tusenårssted
Kommunens tusenårssted er kulturhuset Malmklang. Huset blev udsat for en større brand i 2005 og kommunen arbejder med at genopbygge det til et moderne hus for scenekunst.

### Museer
Grænselandmuseet er hovedafdelingen af Sør-Varanger museum. Grænselandmuseet har permanente udstillinger om områdets specielle grænsehistorie, 2. verdenskrig og mineindustrien i området.

### Arrangementer
- Kirkenesdagene, er markeds- og kulturdage som arrangeres hvert år, første weekend i august.

### Idræt
- Aprilstevnet, brydeturnering med internationale deltagere fra hele barentsregionen.
- Pasvik Trail, Norges tredje største hundeløb.

Barentsstevnet som er et stort svømmestævne med deltagere fra hele barentsregionen (de sidste år fra Finnmark og Rusland samt nogen fra Oslo-området)
- Sandnes alpinsenter, Det største alpinanlæg i Øst-Finnmark. En lift og en nedfart.

### Venskabskommuner
- Petsjenga kommune, Rusland
- Severomorsk by, Rusland
- Inari kommune, Finland